# 王鸿津
王鸿津（1963年5月—），山东青岛人，1988年7月参加工作，1985年1月加入中国共产党，中共中央党校理论部党的学说和党的建设专业毕业，研究生学历，法学硕士学位，副编审。中共第十九届、二十届中纪委委员、常委。

## 生平
早年在北京师范大学和中央党校理论部学习，研究生毕业后曾在中央党校党的建设教研部担任助教、讲师，1994年前往新闻出版署任职。曾任新闻出版署信息中心征集藏管处副处长、办公室主任、综合信息处处长。2001年1月，任审计署人事教育司机关干部处处长。2002年7月，任审计署人事教育司副司长。2006年12月，任审计署驻沈阳特派员办事处党组书记、副特派员。2008年6月，任审计署驻沈阳特派员办事处特派员。2011年2月，任中国时代经济出版社党委书记、社长、总编辑。2014年4月，任审计署人事教育司司长。2015年9月，任中央纪委第五纪检监察室主任。2016年9月至2017年9月，任中央纪委驻中国人民银行纪检组组长、中国人民银行党委委员。2017年10月，当选中国共产党第十九届中央纪律检查委员会常务委员会委员。2017年11月，转任中央巡视工作领导小组成员、办公室主任。